# Osborne Reynolds
Osborne Reynolds (Belfast, 23. kolovoza 1842. – Watchet, 21. veljače 1912.), britanski fizičar i izumitelj. Istaknuo se radovima iz fundamentalne i primijenjene fizike, osobito hidrodinamike i hidraulike (mehanika fluida). Proučavao prijenos topline između čvrstih tijela i fluida i postavio teoriju podmazivanja. Važan je njegov doprinos proučavanju protoka fluida, gdje je postavio kriterij dinamičke sličnosti među fluidima i omogućio ispravno modeliranje pokusa.

## Reynoldsov broj
Reynoldsov broj (oznaka Re) služi kao kriterij prema kojemu se može utvrditi hoće li u danim okolnostima nastupiti laminarno ili turbulentno strujanje fluida. Općenito je:
{\displaystyle \mathrm {Re} ={{\rho \cdot {\mathbf {v} }\cdot L} \over {\mu }}={{{\mathbf {v} }\cdot L} \over {\nu }}}
gdje je:
- {\displaystyle {\mathbf {v} }} - najveća[3] brzina strujanja fluida (SI mjerna jedinica: m/s);
- {\displaystyle {L}} - odabrana duljina, na primjer duljina cijevi, srednja duljina tetive krila zrakoplova i slično (m);
- {\displaystyle {\mu }} - dinamička viskoznost fluida (Pa·s ili N·s/m² ili kg/(m·s));
- {\displaystyle {\mathbf {\nu } }} - kinematička viskoznost fluida ({\displaystyle {\mathbf {\nu } }=\mu /{\rho }}) (m²/s);
- {\displaystyle {\rho }\,} - gustoća fluida (kg/m³).

Uz Machov i Prandtlov broj, Reynoldsov je broj glavni kriterij ponašanja fluida u aerodinamici i hidrodinamici (mehanika fluida).
Brzina kod koje nastaje turbulentno strujanje zove se kritična brzina. Osborne Reynolds je pokusima utvrdio da prijelaz iz laminarnog u turbulentno strujanje ovisi o brzini tekućine i o njezinoj viskoznosti. Isto je tako pokusima ustanovljeno da je za vrijednost Reynoldsovog broja manjeg od 2 000 strujanje laminarno, a za vrijednost Reynoldsovog broja većeg od 2 000 strujanje turbulentno. Poznavanje Reynoldsovog broja vrlo je važno kod proračuna cijevi jer prilikom turbulentnog strujanja može nastati njihovo pucanje.